# Notoplites sibiricus
Notoplites sibiricus är en mossdjursart som först beskrevs av Arnold Girard Kluge 1929.  Notoplites sibiricus ingår i släktet Notoplites och familjen Candidae. Inga underarter finns listade i Catalogue of Life.